# Antonio Sartorio

Ilustración de libreto Giulio Cesare in Egitto.

Antonio Sartorio (Venecia, 1630 - Venecia, 30 de diciembre de 1680) es un compositor italiano, principalmente de óperas y de música vocal, activo sobre todo en su Venecia natal y en Hanóver.
Sobre la vida y su formación se conoce poco. Desde el año 1666 hasta el 1675 fue primero maestro de capilla en la corte de Hanóver. Terminado este cargo volvió a Venecia, donde, desde el 7 de mayo de 1676 hasta su muerte, cumplió el cargo de vice-maestro de la capilla de San Marco.
Las óperas de Sartorio presentan las típicas características de las óperas venecianas de la segunda mitad del siglo XVII. De hecho sus libretos pertenecen a la categoría de los "drammi eroici" cargados de intrigas, mascaradas, engaños, encantamientos, etc.

## Óperas
- Gl'amori infruttuosi di Pirro (1661)
- Seleuco (1666)
- La prosperità d'Elio Seiano (1667)
- La caduta d'Elio Seiano (1667; también conocida como Elio Seiano o La prosperità d'Elio Seinano)
- L'Ermengarda regina de' longobardi (1669)
- L'Adelaide (1672)
- L'Orfeo (1672 o 1673)
- Massenzio (1673)
- Giulio Cesare in Egitto (1676)
- Antonio e Pompeiano (1677)
- L'Anacreonte tiranno (1677)
- Ercole sul Termodonte (1678)
- Due tiranni al soglio (1679)
- La Flora (1681; inacabado, completado por Marc Antonio Ziani)
- Alcina

## Música sacra
- Salmos a 8 voces en dos coros pero acomodado al uso de la Serenísima Capilla Ducal de San Marcos
- Ad tantum triumphum en Motetes Sacros a voz sola con instrumentos